# Matilla de los Caños
Ne doit pas être confondu avec Matilla de los Caños del Río.
Matilla de los Caños est une commune de la province de Valladolid dans la communauté autonome de Castille-et-León en Espagne.

## Sites et patrimoine
- Église paroissiale Santa Eulalia.

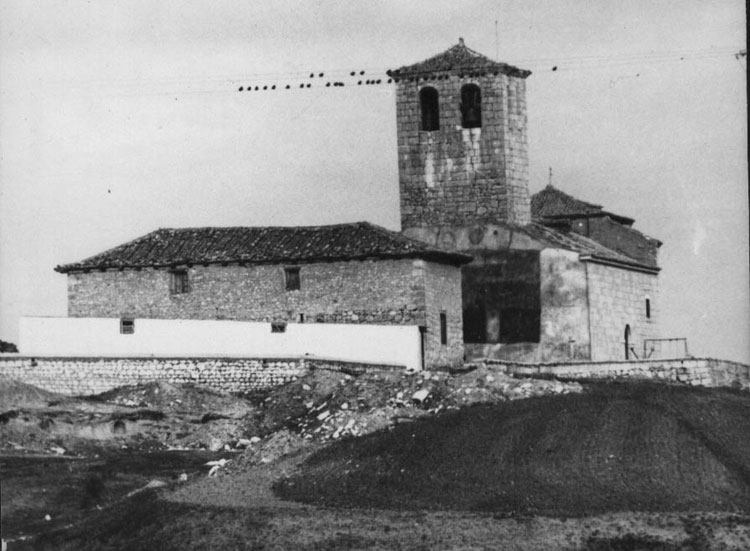
Église Santa Eulalia. Fondation Joaquín Díaz.